# Prix Olry-Roederer
Prix Olry-Roederer är ett montélopp för fyraåriga hingstar och ston som äger rum i oktober på Hippodrome de Vincennes i Paris i Frankrike. Det är ett Grupp 3-lopp, man måste minst ha sprungit in 54 000 euro för att få starta. Den samlade prissumman 80 000 euro, varav 36 000 euro i förstapris.

## Vinnare
| 2024 | Kelly de Banville  | Eridan             | Paul-Philippe Ploquin    | Stephane Bourlier       | 1'14"0    |           |           |           |           |           |
| 2023 | Jazz In Montreaux  | Akim du Cap Vert   | Nathalie Henry           | Philippe Lemire         | 1'13"1    |           |           |           |           |           |
| 2022 | Intuition          | Brillantissime     | Adrien Lamy              | Tomas Malmqvist         | 1'12"7    |           |           |           |           |           |
| 2021 | Hirondelle du Rib  | Rolling d'Héripré  | Jean-Loïc Claude Dersoir | Joël Hallais            | 1'14"3    |           |           |           |           |           |
| 2020 | Gladys des Plaines | Opus Viervil       | Mathieu Mottier          | Gilles Curens           | 1'12"5    |           |           |           |           |           |
| 2019 | Kördes ej          | Kördes ej          | Kördes ej                | Kördes ej               | Kördes ej | Kördes ej | Kördes ej | Kördes ej | Kördes ej | Kördes ej |
| 2018 | Etonnant           | Timoko             | Yoann Lebourgeois        | Richard Westerink       | 1'13"6    |           |           |           |           |           |
| 2017 | Dexter Fromentro   | Qwerty             | Camille Levesque         | Thomas Levesque         | 1'16"3    |           |           |           |           |           |
| 2016 | Canadien d'Am      | Ready Cash         | Mathieu Mottier          | Franck Leblanc          | 1'15"1    |           |           |           |           |           |
| 2015 | Best of Jets       | Magnificent Rodney | François Lagadeuc        | Jean-Michel Baudouin    | 1'14"3    |           |           |           |           |           |
| 2014 | Astor du Quenne    | Opus Viervil       | Éric Raffin              | Sébastien Guarato       | 1'16"0    |           |           |           |           |           |
| 2013 | Valse Castelets    | Memphis du Rib     | Jean-Loïc Claude Dersoir | Joël Hallais            | 1'14"7    |           |           |           |           |           |
| 2012 | Ulster Perrine     | Ténor de Baune     | Éric Raffin              | Jean-Michel Baudouin    | 1'14"7    |           |           |           |           |           |
| 2011 | Tigresse du Vivier | Niky               | Matthieu Abrivard        | Sébastien Ernault       | 1'14"4    |           |           |           |           |           |
| 2010 | Singalo            | Goetmals Wood      | Éric Raffin              | Louis Baudron           | 1'14"9    |           |           |           |           |           |
| 2009 | Rombaldi           | Lulo Josselyn      | Matthieu Abrivard        | Jean Luc Dersoir        | 1'16"3    |           |           |           |           |           |
| 2008 | Quita d'Eronville  | Quito de Talonay   | Julien Raffestin         | Philippe Bengala        | 1'15"6    |           |           |           |           |           |
| 2007 | Paola de Lou       | Podosis            | Nathalie Henry           | Laurent-Claude Abrivard | 1'14"6    |           |           |           |           |           |